# Maryse Pradervand-Kernen
Maryse Pradervand-Kernen (* 1979) ist eine Schweizer Juristin.

## Leben
An der Universität Freiburg im Üechtland studierte sie Jura (2007 Doktorat in Rechtswissenschaften). Sie legte 2010 das Rechtsanwaltspatent (Kanton Freiburg) ab. 2018 übernahm sie den Lehrstuhl für Zivilrecht II an der Universität Fribourg.

## Schriften (Auswahl)
- La valeur des servitudes foncières et du droit de superficie. Zürich 2007, ISBN 978-3-7255-5498-0.
- mit Michel Mooser und Antoine Eigenmann (Hg.): Journée de droit successoral 2020. Bern 2020, ISBN 3-7272-8901-5.